# Q99
『Q99』（キューキューキュー）は、1996年4月から1997年3月までテレビ朝日のネオバラエティ枠で放送されていたバラエティ番組。「チャンネル99」の後釜番組。

## 概要
メインの出演者であるナインティナイン（岡村隆史・矢部浩之）が様々な心霊・オカルト・都市伝説情報をもとに実験、検証を行った。
白鳥座からきた宇宙人であると自称し世界征服を目論むカゼッタ岡や宇宙語を自在に話すことができると自称するリーディンググループのアテム、宇宙警察の長官を自称する安成三思など個性豊かなゲストを登場させた。

## 出演者

### 司会
- ナインティナイン（岡村隆史・矢部浩之）

## テーマソング

### オープニングテーマ
Q99
- 「DRAGOON」HAL FROM APOLLO '69[1]

Q99II
- 「ロッキンチェアー」THE HIGH-LOWS[2]
- 「東京パワー」FEEL SO BAD[3]

### エンディングテーマ
Q99
- 「臍淑女 -ヴィーナス-」T.M.Revolution

Q99II
- 「流星」JIGGER'S SON[4]